# فنسنت باستوري
فنسنت باستوري (بالإنجليزية: Vincent Pastore)‏ هو منتج أفلام ومقدم برامج إذاعية وممثل أمريكي، ولد في 14 يوليو 1946 بذا برونكس في الولايات المتحدة.

## أعمال

### أفلام
- (1990) الأصدقاء الطيبون[6]
- (1990) الإيقاظ[7]
- (1994) يمكن أن يحدث لك[8]
- (1995) مذكرات كرة السلة
- (1995) موني ترين[9]
- (1998) مافيا!
- (1999) الإعصار[10]
- (2004) إشاعة القرش[11][12][13]

### مسلسلات
- آل سوبرانو

## وصلات خارجية
- فنسنت باستوري على موقع IMDb (الإنجليزية)
- فنسنت باستوري على موقع روتن توميتوز (الإنجليزية)
- فنسنت باستوري على موقع ألو سيني (الفرنسية)
- فنسنت باستوري على موقع ميوزك برينز (الإنجليزية)
- فنسنت باستوري على موقع أول موفي (الإنجليزية)
- فنسنت باستوري على موقع قاعدة بيانات برودواي على الإنترنت (الإنجليزية)
- فنسنت باستوري على موقع قاعدة بيانات برودواي على الإنترنت (الإنجليزية)
- فنسنت باستوري على موقع قاعدة بيانات الأفلام السويدية (السويدية)
- فنسنت باستوري على موقع إن إن دي بي (الإنجليزية)
- فنسنت باستوري على موقع قاعدة بيانات الفيلم (الإنجليزية)